# Château de Tavannes
 (avril 2023).
- Si vous ne connaissez pas le sujet, laissez ce bandeau (vous pouvez alors contacter les auteurs).
- Si vous supprimez le contenu mis en cause (vous pouvez préalablement contacter les auteurs),

argumentez précisément cette suppression dans la page de discussion
(un manque de référence n'est pas un argument ; une recherche réelle de référence doit avoir été effectuée, être formellement documentée).
Le château de Tavannes est un château reconstruit au XVIIIe siècle sur une base antérieure, situé à Aisey-sur-Seine, dans le département français de la Côte-d'Or.

## Localisation
Le château de Tavannes est situé au chef-lieu d'Aisey-sur-Seine, en bordure est de la RD 971 qui traverse le village. 

### Nota
La carte IGN mentionne un château de Chavannes, vocable par ailleurs ignoré des diverses sources disponibles.

## Historique
Le fief d'Aisey et sa maison-forte relèvent au Moyen Âge de la puissante maison de Saulx, alliée depuis 1504 à celle de Tavannes par le mariage de Jean de Saulx, père de Gaspard, avec Marguerite de Tavannes dernière héritière de ce fief du canton de Berne (CH). 
Le château actuel et ses pavillons d'entrée, au nord, sont construits entre 1735 et 1744 pour le jeune Charles de Saulx, vicomte de Tavannes, avec des matériaux récupérés de la destruction  du château-ducal sur l'emplacement d'une maison-forte du XVe siècle dont les soubassements et la tourelle d'escalier sont conservés[réf. souhaitée]. La chapelle est construite entre 1749 et 1751 et le titre de duc de Saulx-Tavannes est créé par Louis XVI en 1786 pour son premier lieutenant général en Bourgogne et sa descendance.

## Architecture
Le château, de plan régulier en L, réutilise l'étage de soubassement de la demeure du XVe siècle ainsi que sa tourelle d'escalier située en angle et desservant le rez-de-chaussée surélevé, l'étage et les combles.
Le château est inscrit à l'inventaire des monuments historiques depuis le 20 mai 1988 pour ses façades et toitures ainsi que celles des deux pavillons d'entrée, les deux grilles, leurs piliers et les deux perrons d'accès.

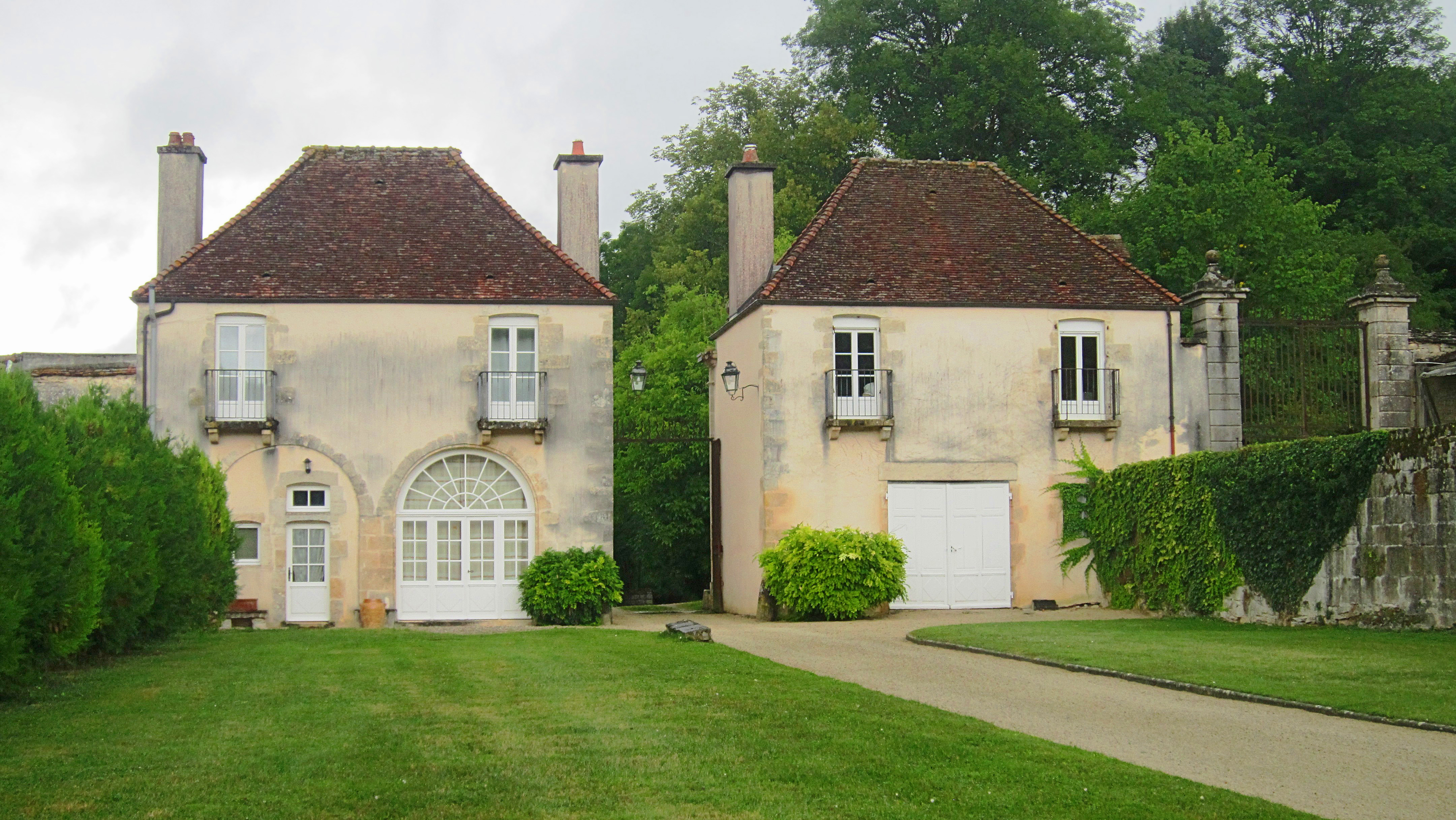
Les deux pavillons de l'entrée.
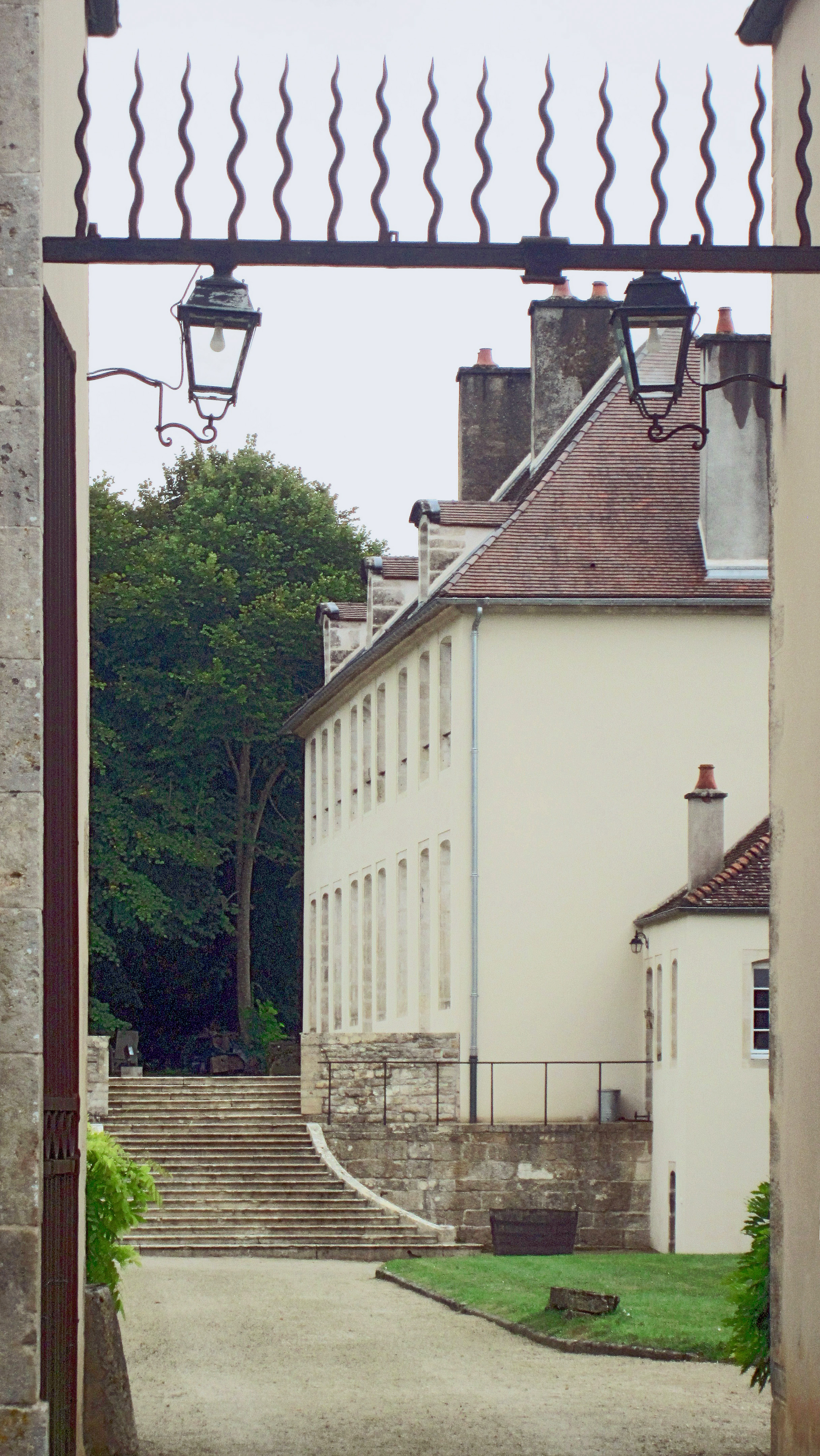
Grille d'entrée.
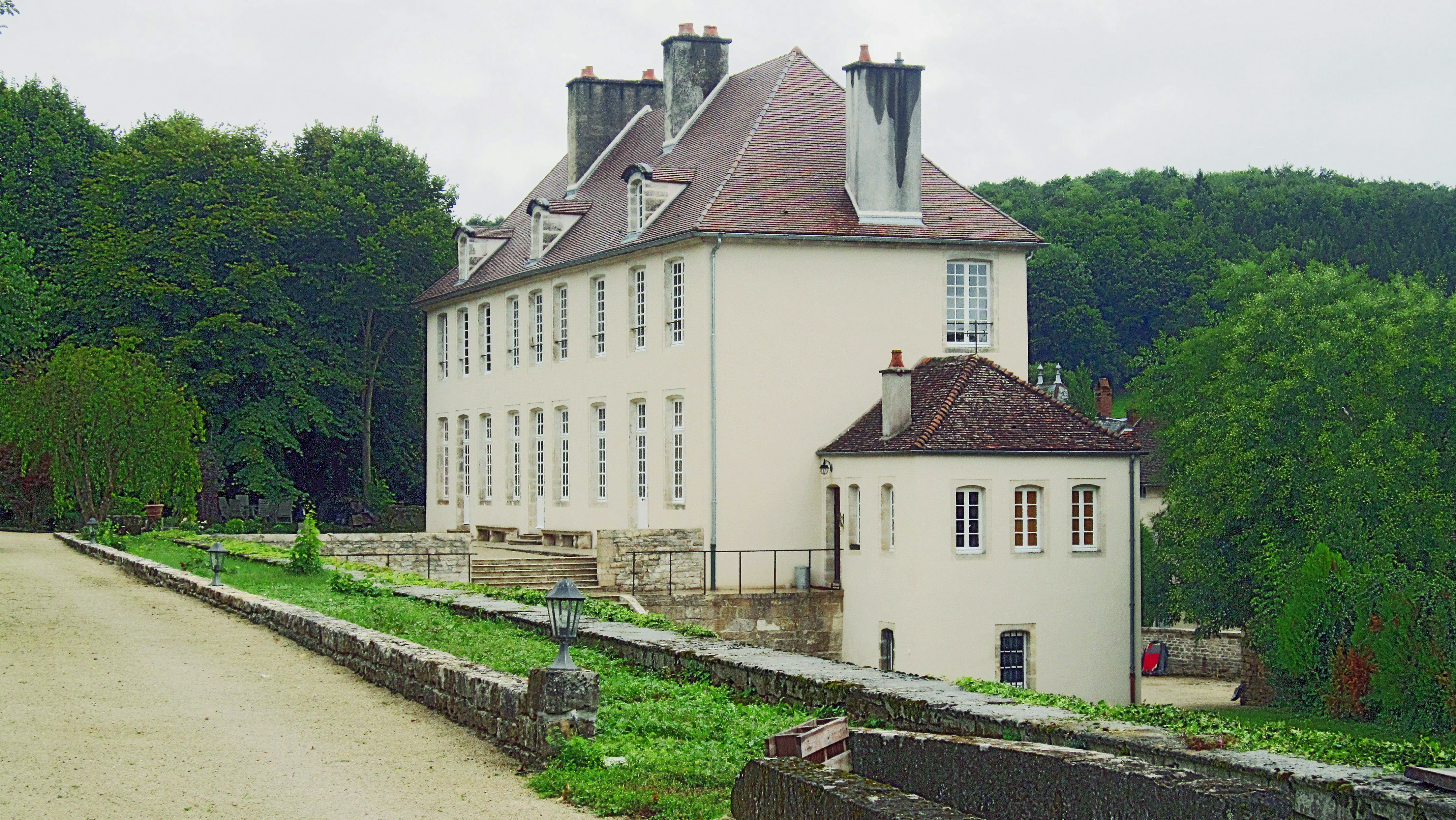
Façade est.

## Mobilier

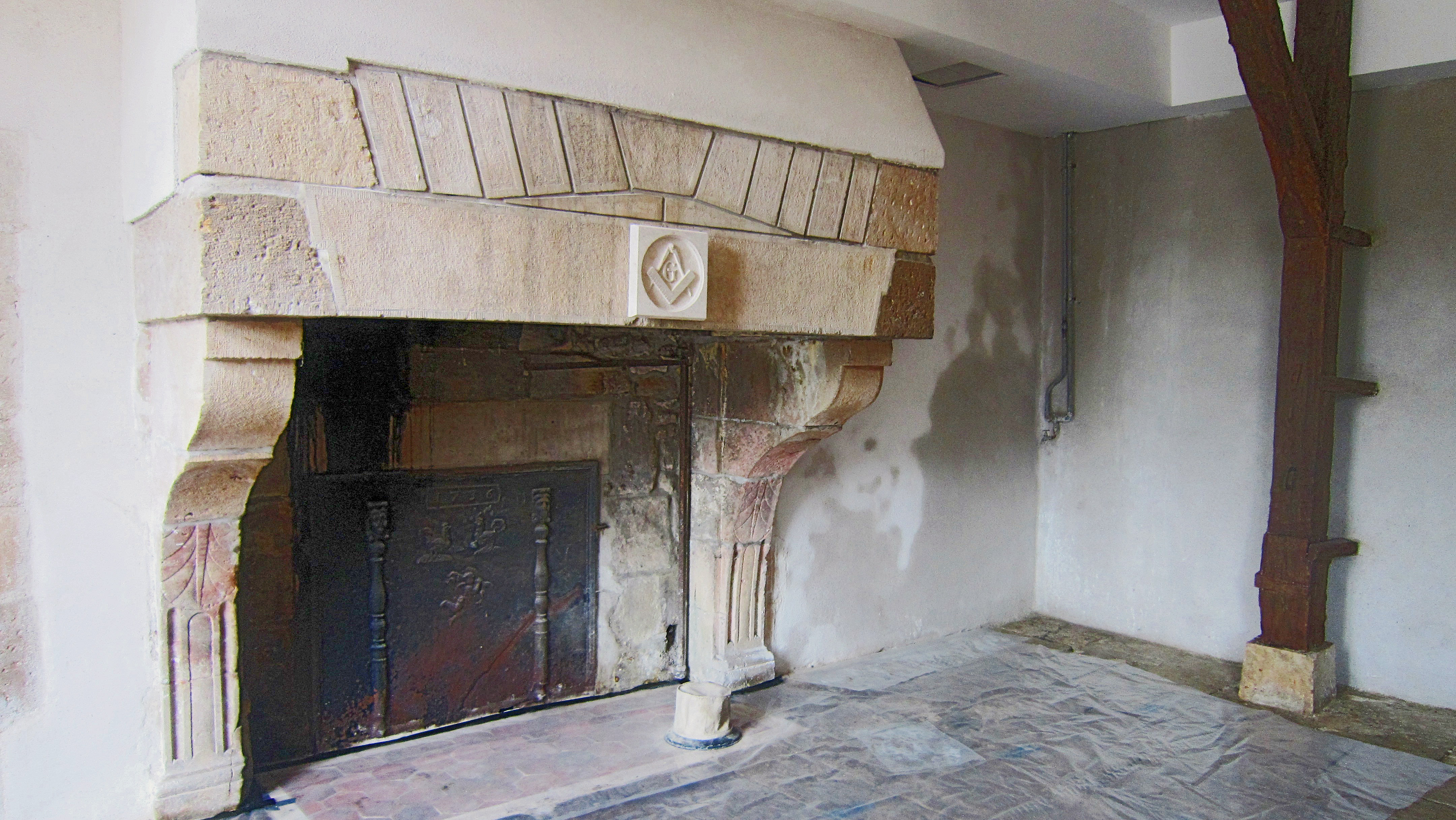
Cheminée à décors maçonnique.

Le château est une propriété privée qui ne se visite pas.